# Kajetanowice
Kajetanowice – wieś w Polsce położona w województwie łódzkim, w powiecie radomszczańskim, w gminie Gidle.

## Historia
W nocy z 5 na 6 września 1939 roku Kajetanowice zostały spacyfikowane przez Niemców. Żołnierze Wehrmachtu doszczętnie spalili wieś i zamordowali ok. 80 Polaków.
W latach 1975–1998 miejscowość administracyjnie należała do województwa częstochowskiego.